# Chris Fisher
Chris Fisher (né le 30 décembre 1971 à Pasadena, Californie), est un producteur, scénariste, acteur et réalisateur américain.

## Biographie
Chris Fisher a grandi parmi les jardins, les forêts, les vignes, les océans et les montagnes de la Mother City. Son amour pour les arts dramatiques et le divertissement a commencé à un âge précoce. Chris a développé sa passion pour le théâtre au Moyen-Orient, il est ensuite retourné en Afrique du Sud pour obtenir son diplôme avec une mention pour le baccalauréat en art dramatique, en "Human Kinetics" et en ergonomie.
Pendant ses études à l'Université de Rhodes, Chris a joué dans plusieurs productions théâtrales au Festival de Grahamstown national des Arts.
Depuis son retour au Cap, Chris s'est plongé dans le cinéma et la télévision (littéralement) avec un rôle de soutien dans Blue Crush 2 en juin 2011 - la suite du très populaire Blue Crush avec Kate Bosworth et Michelle Rodriguez.
Chris est également impliqué dans de nombreuses initiatives de sensibilisation environnementale, tout en se laissant beaucoup de temps pour jouer dehors avec sa famille et ses amis.

## Filmographie

### comme acteur

#### Télévision
- 2016 : Black Sails (7 épisodes)

### comme producteur

#### Télévision
- 2013 - 2015 : Person of Interest (45 épisodes)
- 2013 - 2014 : Warehouse 13 (12 épisodes)

#### Cinéma
- 2002 : Jeux pervers (Taboo)
- 2002 : Spun
- 2002 : Embrassez la mariée ! (Kiss the Bride)
- 2002 : Prédateur nocturne (en)
- 2006 : Carnage : Les Meurtres de l'étrangleur de Hillside

### comme scénariste

#### Télévision
- 2009 : The Cleaner : 
  - (épisode : Crossing the Threshold)
  - (épisode : Split Ends)

#### Cinéma
- 2002 : Jeux pervers (Taboo)
- 2002 : Prédateur nocturne (en)
- 2005 : Dirty
- 2006 : Carnage : Les Meurtres de l'étrangleur de Hillside
- 2012 : Meeting Evil

### comme réalisateur

#### Cinéma
- 2002 : Prédateur nocturne (en)
- 2005 : Dirty
- 2006 : Carnage : Les Meurtres de l'étrangleur de Hillside
- 2009 : Donnie Darko 2 : L'Héritage du sang (S. Darko)
- 2011 : Au bout de la nuit 2 (Street Kings 2: Motor City)
- 2012 : Rencontre avec le mal (Meeting Evil)

#### Télévision
- 2007 : Chuck (épisode : Chuck Versus the Crown Vic)
- 2007 - 2008 : Moonlight :
  - (saison 1, épisode 07 : Quand le passé revient...)
  - (saison 1, épisode 15 : Impair et père)
- 2007 - 2010 : Cold Case : Affaires classées (8 épisodes)
- 2009 : Three Rivers (saison 1, épisode 10 : Sauver ou périr)
- 2009 - 2010 : Eureka (2 épisodes) 
  - (saison 4, épisode 08 : Ex Aequo)
  - (saison 3, épisode 14 : Le Vaisseau du savoir)
- 2010 - 2011 : Hawaii 5-0 :
  - (saison 1, épisode 12 : Hana 'a'a Makehewa)
  - (saison 1, épisode 14 : He Kane Hewa'ole)
- 2010 - 2013 : Warehouse 13 (10 épisodes)
- 2012 - 2015 : Person of Interest (17 épisodes)
- 2013 : The Bridge (saison 1, épisode 07 : Vision mortelle)